# برينت ويبر
برينت ويبر (بالإنجليزية: Brent Weber)‏ هو عارض وممثل أمريكي، ولد في 16 يوليو 1980 في الولايات المتحدة.

## وصلات خارجية
- برينت ويبر على موقع IMDb (الإنجليزية)
- برينت ويبر على موقع أول موفي (الإنجليزية)
- برينت ويبر على موقع قاعدة بيانات الفيلم (الإنجليزية)